# Intervalo unitário (transmissão de dados)
O intervalo unitário é o intervalo de tempo mínimo entre mudanças de condição de um sinal de transmissão de dados, também conhecido como Baud.